# Tarmo Neemelo
Tarmo Neemelo (* 10. Februar 1982 in Paide, Estnische SSR, Sowjetunion) ist ein estnischer Fußballspieler.

## Karriere
Der Stürmer spielte in seiner Jugend für den FC Lelle. 2000 wechselte er zum FC Kuressaare, dort bestritt er bis 2003 insgesamt 55 Ligaspiele und erzielte drei Treffer. 2004 wechselte er zum TVMK Tallinn. 2005 gewann er mit TVMK den ersten Meistertitel des Vereins. Insgesamt bestritt er für TVMK 75 Spiele und erzielte dabei 61 Tore. In der Saison 2006 gewann er mit TVMK den Estnischen Pokal.
2006 wechselte er nach Schweden zum Helsingborgs IF in die Allsvenskan. 2007 wurde er zu GIF Sundsvall ausgeliehen und spielte dort in der Superettan. Nach insgesamt 29 Spielen und acht Toren in Schweden wechselte er zunächst nach Finnland (Myllykosken Pallo -47), anschließend nach Belgien (SV Zulte Waregem) sowie zurück nach Estland, wo er in der ersten Liga noch für verschiedene Vereine spielte. Mit dem FC Nõmme Kalju wurde er 2012 estnischer Meister und steuerte 22 Tore zum Titel bei. Aktuell spielt er beim Verein seines Geburtsortes, bei Paide Linnameeskond. 